# Деркилида
Деркилида (грч. Δερκυλἰδας) је био спартански војсковођа.

## Биографија
Деркилида се истакао у свом походу против Персије у Малој Азији. Након пораза Кира Млађег у походу Десет хиљада, лидијски сатрап Тисаферн је кренуо са увођењем олигархијског државног уређења у малоазијским хеленским градовима. Хелени се за помоћ обратише новом грчком хегемону, Спарти. Спартанци су послали омањи одред под Тиброном у помоћ. Међутим, најамничка војска се више бавила пљачком него ратом. Због тога је Тиброн замењен Деркилидом. Деркилида је операцијама дао пристојнији карактер. Забранио је пљачке и вређање локалног становништва. У Малој Азији је деловао од 399. до 397. године п. н. е. Рат се још увек ограничавао на мање сукобе. Деркилида је замењен спартанским краљем Агесилајем који је 397. године п. н. е. са бројнијим снагама кренуо у поход против Персијанаца.